# Creed Bratton
Creed Bratton (född William Charles Schneider), född 8 februari 1943, är en amerikansk karaktärsskådespelare, musiker och sångare. Han var medlem i bandet The Grass Roots fram till 1969. Från 1979 påbörjade han sin skådespelarkarriär och är mest känd för att ha spelat karaktären Creed Bratton i komediserien The Office.